# 雷渊
雷渊字希颜、季默。浑源人。金朝晚期文官、学者。三岁丧父，养于兄长家中。十四五岁时入太学。卫绍王崇庆二年进士乙科。初为东平府录事，遥领东阿县令。调任徐州观察判官。不久自荆王府文学入为翰林、国史院编修官、同知制诰。拜监察御史，执法公正、严厉。巡行河南时，雷渊抓捕并杖杀了一名凭着权贵关系而逃脱兵役的军人，由是免官。受宰相侯挚推荐，除太学博士，终于翰林修撰、大中大夫。正大八年（1231）八月二十三日，猝死。好友元好问为之撰写了墓志铭。

## 延伸阅读
[在维基数据编辑]
 《金史·卷110》，出自脱脱《金史》